# FireEye
FireEye, Inc. es una empresa fundada en 2004 en Milpitas, California,que provee servicios de análisis y prevención de vulnerabilidades.

## Historia Corporativa

### Fundación
En 2004, Ashar Aziz, fundó FireEye con Capital riesgo invertido por Sequoia Capital.
En 2012, el CEO y Presidente de McAfee, Dave DeWalt, se unió al consejo de FireEye. DeWalt fue asignado como el nuevo CEO en noviembre de 2012.

### Expansión y lanzamiento a bolsa
El 20 de septiembre de 2013, la compañía se listó en NASDAQ.
En mayo de 2016, se anunció que Dave DeWalt dejaría la posición de CEO y se volvería presidente ejecutivo el 15 de junio de 2016. Kevin Mandia tomó la posición de CEO en ese momento.